# الشوير (ذي ناعم)

تعديل مصدري - تعديل

الشوير هي إحدى قرى عزلة الحيكل بمديرية ذي ناعم التابعة لمحافظة البيضاء، بلغ تعداد سكانها 231 نسمة حسب تعداد اليمن لعام 2004.